# جيم مور (كاتب)
جيم مور (بالإنجليزية: Jim Moore)‏ هو كاتب أمريكي، ولد في 21 ديسمبر 1927 في لويستاون في الولايات المتحدة.